# 지토세촌 (야마가타현)
지토세촌(千歳村)은 야마가타현 히가시무라야마군에 있던 촌이다.

## 연혁
- 1889년 4월 1일 - 정촌제 시행에 수반해 히가시무라야마군 2촌의 구역으로 지토세촌이 성립하였다
- 1943년 4월 1일 - 야마가타시에 편입되어. 동일 지토세촌이 폐지되었다.

## 참고문헌
- 『市町村名変遷辞典』東京堂出版、1990年。